# ミヤマアズマギク
ミヤマアズマギク（深山東菊、 Erigeron thunbergii subsp. glabratus）は、キク科ムカシヨモギ属の多年草でアズマギクの高山型の亜種である。また、アズマギク E. thunbergii の他の変種も説明する。

## 特徴
ミヤマアズマギクは、東アジアと日本の北海道〜中部地方以北の高山帯の乾いた礫地や草地に生える高山植物でアズマギクの亜種。花期は、7〜8月。茎の先端に直径3cmほどの頭花を1つ咲かせる。花の中心は黄色、周りの花弁は薄紫をしている。エイサ・グレイ（Asa Gray）が学名を命名した。

## 他のアズマギクの亜種、変種

### アポイアズマギク
アポイアズマギク（アポイ東菊、Erigeron thunbergii subsp. glabratus var. angustifolius）は、北海道日高地方のアポイ岳と夕張山系崕山に分布するアズマギクの変種。ミヤマアズマギクに比べて花が白い。和名は、分布しているアポイ岳にちなむ。品種にシロバナアポイアズマギク（白花アポイ東菊、Erigeron thunbergii subsp. glabratus var. angustifolius f. furusei）などがある。

#### 種の保全状態評価
絶滅危惧IA類 (CR)（環境省レッドリスト）
2007年8月レッドリスト。以前の環境省レッドデータブックでは絶滅危惧IB類 (EN)。

### ジョウシュウアズマギク
ジョウシュウアズマギク（上州東菊、 Erigeron thunbergii subsp. glabratus var. heterotrichus）は、群馬県至仏山〜新潟県谷川岳周辺に分布するミヤマアズマギクの変種。和名は、分布している上州地方にちなむ。